# Consolida aucheri
Consolida aucheri là một loài thực vật có hoa trong họ Mao lương. Loài này được (Boiss.) Iranshahr mô tả khoa học đầu tiên năm 1992.